# Großglockner Hochalpenstraßen AG
Die Großglockner Hochalpenstraßen AG (Firmenwortlaut: Großglockner-Hochalpenstraßen- Aktiengesellschaft; Abkürzung GROHAG) ist die Errichtungs- und Betreibergesellschaft mehrerer Alpenstraßen und anderer touristischer Einrichtungen in Österreich.

## Unternehmungen der GROHAG
Namensgebende Ursprungaufgabe war der Betrieb der 1930–1935 unter Franz Wallack gebauten
- Großglockner-Hochalpenstraße (kurz: Glocknerstraße oder Großglocknerstraße).

Außerdem betreibt sie im Pinzgau, Land Salzburg die
- Gerlos Alpenstraße.

GROHAG ist auch die Betreibergesellschaft dreier Straßen im Bundesland Kärnten:
- Goldeck-Panoramastraße
- Nockalmstraße (seit 1995)
- Villacher Alpenstraße[3]

Seit 2004 wird in Krimml im Pinzgau die WasserWunderWelt Krimml mit dem Haus des Wassers betrieben, die ein touristisches Rahmenkonzept um die Krimmler Wasserfälle bildet.
Daneben ist die GROHAG eng in den Betrieb des Nationalpark Hohe Tauern eingebunden – die Glocknerstraße ist ein weltweit einzigartiges Projekt, in dem eine touristisch hochfrequentierte Straße in die Kernzonen eines Naturschutzgebietes führt.

## Geschichte
Am 19. Februar 1931 wurde die Großglockner Hochalpenstraßen AG gegründet und gehört seit ihrer Gründung zu 79 Prozent der Republik Österreich, den Rest teilen sich zu je 10,5 % die Bundesländer Salzburg und Kärnten.
Das Unternehmen beschäftigt je nach Saison zwischen 40 und 100 Personen. Der Umsatz betrug 2006 7,5 Millionen Euro. Aufsichtsratsvorsitzender ist der Salzburger Landeshauptmann Wilfried Haslauer junior (ÖVP). Nach über 17 Jahren als Alleinvorstand und Generaldirektor der GROHAG übergab Christian Heu 2011 an den derzeitigen Generaldirektor Johannes Hörl.
Im Zuge der Coronakrise erklärte Direktor Hörl am 17. April 2020, für die Räumung und Öffnung der Großglocknerstraße Beschlüsse von weiteren Organen zu benötigen, die nicht vor dem 20. Mai möglich seien. „Der Aufsichtsrat alleine kann dem Vorstand nicht erlauben, einen Betriebsteil zu eröffnen, wenn dieser voraussichtlich nicht gewinnbringend sein wird.“ Das ist jedoch absehbar, falls Reise- und Ausgangsbeschränkungen aufrecht bleiben und daher mit dem Ausfall des 75-%-Besucheranteils aus dem Ausland zu rechnen ist.

## Wirtschaftsdaten und Nutzungsfrequenzen
Die Großglockner-Hochalpenstraße, die zu den größten touristischen Attraktionen Österreichs zählt, wird jährlich (Zählung aus dem Jahr 2005) von rund 900.000 Besuchern benutzt. Im Jahr 2007 wurden auf der Großglockner-Hochalpenstraße allein 70.000 Motorräder gezählt.
Die Nockalmstraße weist eine durchschnittliche jährliche Frequenz von 70.000 Fahrzeugen auf. Im Zeitraum von 1995 bis 2006 haben nicht ganz 5 Millionen Besucher zu Einnahmen von 12,7 Millionen Euro geführt. Eine Zählung aus dem Jahr 2005 weist 220.000 Besucher aus.
Die Villacher Alpenstraße wird von durchschnittlich 48.000 Fahrzeugen pro Jahr befahren.